# ボニファシオ・グローバルシティ
ボニファシオ・グローバルシティ (英語: Bonifacio Global City、通称: BGC）は、フィリピンのマニラ首都圏内のタギッグにある中心業務地区である。

## 概要
マニラ中心部から南東に11kmの地点に位置する。フィリピン大統領府配下の基地転換・開発局（BCDA）が売却したボニファシオ駐屯地（フォート・ボニファシオ）の軍用地の一部跡地を利用して再開発された。かつては、この地区全体がフィリピン陸軍司令部の一部であった。
マカティとパテロスの自治体も管轄権を主張しているが、タギッグ市政府の管理下にある。
1995年2月7日、ボニファシオ土地開発公社（BLDC）が大規模な都市開発「ボニファシオ・グローバルシティ」の計画を開始した。BLDCはBCDAのパートナーとして、この地区を開発するための入札に成功した。2003年、アヤラ・コーポレーションの子会社のアヤラ・ランドとカンポスグループのエバーグリーン・ホールディングスがメトロ・パシフィックからBLDCの株式を購入した。現在、BCDAとこの2社は、ボニファシオ・グローバルシティのマスタープランを監督するフォート・ボニファシオ開発公社を運営している。

## 健康・教育
セントルーク・メディカルセンターは、セントルーク・メディカルセンター・グローバルシティ病院を運営している。

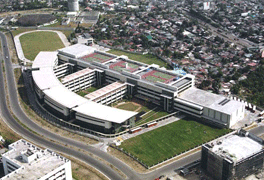
インターナショナルスクール・マニラ

この地域には、いくつかの主要な教育機関があり、そのほとんどがユニバーシティ・パークウェイ地区に位置している。フィリピン大学ディリマン校とフィリピン大学オープンユニバーシティを含むフィリピン大学システムとデラサール大学が、この地区で働くスペシャリストのための大学院プログラムを提供している。この地区には他にも、マニラ指導者国際キリスト教学校、ブリティッシュ・スクール・マニラ、インターナショナルスクール・マニラ、マニラ日本人学校、フィリピン韓国国際学校、エベレストアカデミー・マニラ、STIカレッジ、MGCニューライフ・クリスチャンアカデミー・グローバルシティ、トレストン国際カレッジ、エンデルン・カレッジなどの教育機関が存在している。

## 交通機関

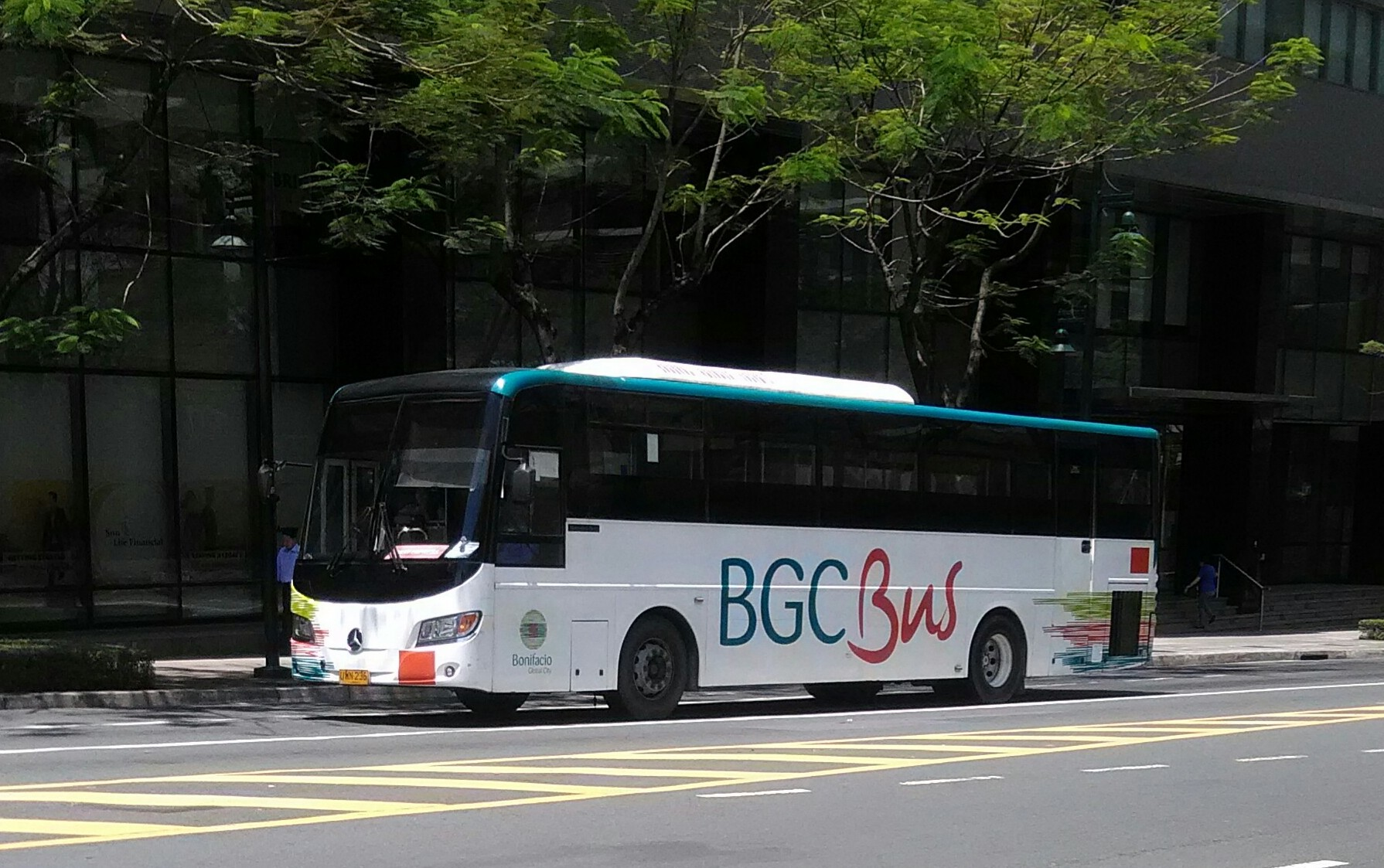
BGCバスシステムで運行されているバス

ボニファシオ・トランスポート・コーポレーションは、ビジネス街向けのバス路線（BGCバス）のほか、ジプニーやUVエクスプレスも運行しており、「アヤラモール・マーケット！マーケット!」にターミナルが置かれている。
陸上交通フランチャイズ規制委員会は、2020年6月にブエンディア駅、ヒル・プヤット駅、SMシティ・ノースEDSA、FTI駅との直通バス路線の運行を開始した。
MRT-3線ブエンディア駅に近く、将来的にはマニラ首都圏地下鉄9号線が乗り入れ予定である。

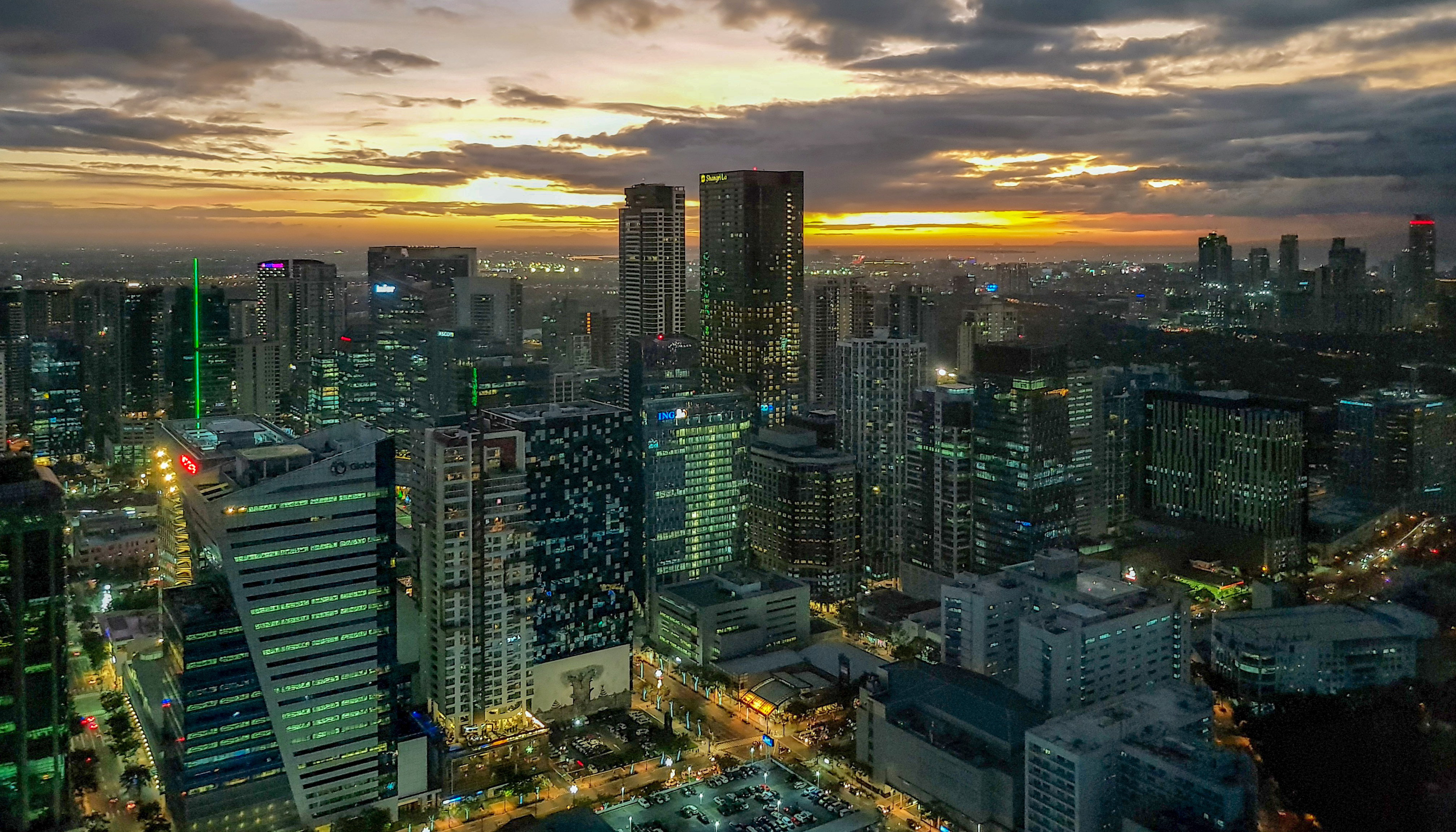
BGCの夜景

## フォート・ボニファシオ紛争
この場所は、マカティとタギッグに跨っていたフォート・ボニファシオ地区の一部であり、ボニファシオ・グローバルシティは、マカティ、タギッグ、パテロスの三者でどの行政区に属するものとするかが争われてきた。2008年6月27日、マカティ側の訴えが棄却される形で、タギッグの区域となった。